# 김심언
김심언(金審言: 미상 ~ 1018년 11월 8일(음력 9월 28일))은 성종에서 현종 대까지 활동한 문신으로, 시호는 문안(文安), 본관은 영광(靈光)이다. 아내는 삼계군부인 최씨(森溪郡夫人 崔氏)로, 최섬(崔暹)은 김심언의 스승이자 장인이 된다. 성종 때 문과에 급제해 여러 관직 거쳐 우보궐 겸 기거주(右補闕 兼 起居注)가 되었다. 990년(성종 9년) 7월에 성종에게 봉사 2조(封事二條)를 올리자, 성종이 교서를 내려 이를 칭찬했다. 목종 대에는 지방관으로 나가 농사에 힘쓰고 백성들의 구휼에 힘썼다. 현종이 즉위한 뒤 1011년(현종 2년)에는 예부상서, 1014년(현종 5년)에는 내사시랑 평장사를 거쳐 서경유수(西京留守)를 지냈다. 1013년(현종 4년)에는 지공거가 되어 과거를 주관했다.-

## 가계
- 아버지 : 영광 김씨(靈光 金氏)
- 어머니 : 미상
  - 문신 : 김심언(金審言)
  - 부인 : 최씨(崔氏)
- 장인 : 최섬(崔暹)
- 장모 : 미상

## 김심언이 등장한 작품
- 《천추태후》(KBS, 2009년~2009년, 배우:박지일)

## 전기 자료
- 《고려사》 권93, 〈열전〉6, 김심언